# Raideur à la toile
La raideur à la toile est la capacité du voilier à porter de la toile selon une force de vent donnée,. La raideur est caractérisée par la distance verticale entre le centre vélique et le centre de dérive. Plus le voilier a une distance réduite entre ces deux centres plus il est dit raide. Elle dépend de la stabilité de forme et de la stabilité de poids.

## Définition
Mathématiquement, la raideur à la toile peut être définie comme le rapport entre deux moments : 
- un moment chavirant : produit de la poussée vélique par la distance verticale entre le  centre vélique et le centre de dérive ;
- divisé par un moment redresseur : produit du poids du bateau par la distance horizontale entre le centre de gravité et le centre de carène à un angle de gîte donnée.

Selon cette définition, la raideur à la toile d'un monocoque lesté augmente avec la gîte, celle d'un multicoque reste quasi constante pour des angles de gîte modérés et diminue ensuite rapidement.